# A1 Steam Locomotive Trust
Az A1 Steam Locomotive Trust nagy-britanniai nonprofit érdekszövetség, amely azért alakult 1990-ben, hogy megépítse, majd üzemeltesse a Tornado gőzmozdonyt.

## Célja és megalakulása
A1 Steam Locomotive Trust leendő tagjai az 1980-as évek végén kezdték el tervezgetni a gőzmozdony építését. Azért esett a választásuk a London and North Eastern Railway (LNER) társaság egykori A1-es osztályú mozdonyára, mert a híres tervező, Arthur H. Peppercorn által megálmodott gépből egyetlenegy sem maradt fenn, valamennyit feldarabolták az 1960-as években.
Az érdekszövetség első nyilvános találkozóját 1990. április 28-án tartották a yorki vasúti intézetben. A szervezet első öt tisztségviselője David Champion, Phil Champion, Stuart Palmer, Ian Storey és Mike Wilson volt. Utóbbit választották az A1 Steam Locomotive Trust első elnökének. A szervezet tiszteletbeli elnöke Dorothy Mather, Arthur H. Peppercorn özvegye lett.

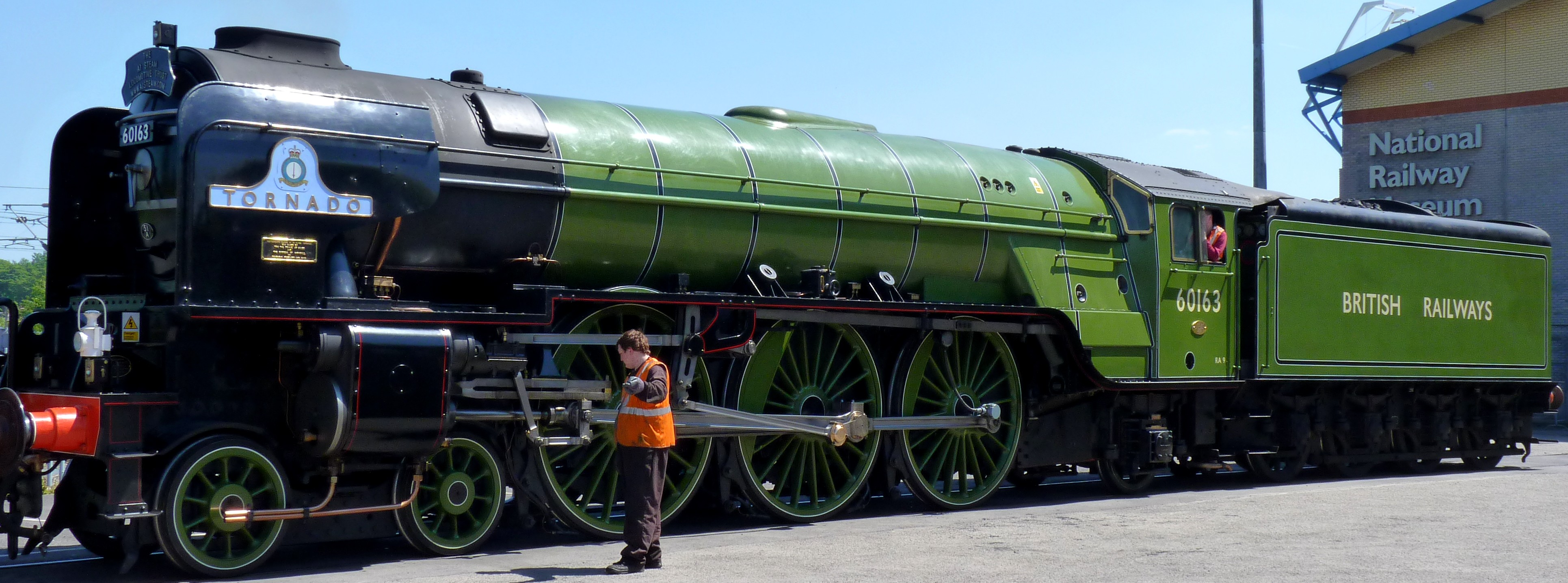
A Tornado Peppercorn megérkezik a National Railway Museumba 2010. június 22-én

## Működése
A társaság a hivatalos működést 1990. november 17-én kezdte meg. Ekkor jelentették be, hogy az új mozdony a 60163-as pályaszámot kapja, mintegy az egykori A1-es sorozat folytatásaként. A típusból gyártott utolsó darab, a Saint Johnstoun a 60162-es pályaszámmal futott. A szövetség ezután roadshow-kat tartott Londonban és Edinburgh-ban.
A szervezet nagyszabású pénzgyűjtő kampányba kezdett, hogy finanszírozni tudja a gőzmozdony építését. 1995-ben az A1 Steam Locomotive Trust hivatalos székhelye egy darlingtoni szerelőcsarnok lett, ahol egykor számos A1-es mozdony készült, illetve végezte pályafutását.
A vasútbarátokat a többi között azzal a reklámmal hódították meg, hogy mondjanak le heti egy korsó sörről, és annak árát utalják át az új A1-es építésére. Az adományozók valamennyien mérnöki rajzot kaptak arról az alkatrészről, amely az általuk adott pénzből készült.
A csarnok felújítása 1997-ben fejeződött be, ekkor kezdődhetett meg a Tornadónak keresztelt mozdony tényleges építése, ami több mint tíz évig tartott. A Tornado 2008 nyarán kezdte meg szolgálatát a nagy-britanniai vasútvonalakon. A mozdonyt magánszemélyek és cégek adományaiból építették meg. A munka nagyjából három és fél millió angol fontot emésztett fel.